# Porsche 2708 CART
Der Porsche 2708 CART ist ein Rennwagen der Dr.-Ing. h. c. F. Porsche AG.

## Geschichte

### 1988 Porsche-Chassis
Mit Beginn der Saison 1988 nahm Porsche an der US-amerikanischen CART-Serie teil. Der Wagen war vollständig neu konstruiert, das Aluminium-Kunststoff-Monocoque und der von Hans Mezger entwickelte V8-Motor wurden eigens zu diesem Zweck konzipiert. Letzterer war tragendes Element des Fahrzeugs. Als Treibstoff wurde Methanol verwendet, eine Vorgabe des CART-Reglements.
Al Holbert, der in Porsche-956-Sportwagen dreimal Le Mans gewonnen hatte und 1984 Vierter beim Indianapolis 500 wurde, war Testfahrer, starb jedoch im September 1988 bei einem Flugzeugabsturz. Weiterer Fahrer war der Indy-Sieger von 1987, Al Unser, damals schon 49 Jahre alt. Der Porsche-eigene Wagen enttäuschte sowohl auf Hochgeschwindigkeitsovalen als auch auf normalen Strecken. In Indianapolis qualifizierte sich Teo Fabi bzw. den grün-weißen Quaker State/Porsche March/Porsche Indy als 17., schied aber schon nach 30 Runden aus, mit Problemen an einem Rad.
Eines der drei gebauten Fahrzeuge ist an die Cité de l’Automobile in Mühlhausen ausgeliehen, gehört aber dem Zuffenhausener Porsche-Museum, eines befindet sich heute als Bestandteil der Dauerausstellung „Erfolgsstory: Porsche Motorsport“ im EFA Mobile Zeiten in Amerang/Chiemgau.

### 1989 und 1990 March-Chassis
Die meisten CART-Teams, abgesehen von Penske Racing oder AAR Eagle, bauten keinen eigenen Wagen, sondern kauften ein Chassis, z. B. von Lola, und bestückten es mit Motoren von Chevrolet, Ford-Cosworth, Judd oder auch Buick. Porsche entschied sich für March Engineering, Hersteller des CART-Meisterwagens der Jahre 1986 und 1987 und fünffacher Indy-Sieger mit Cosworth-Motoren. Das 89er Modell wurde an den Porsche-Motor angepasst und als 89 P bezeichnet, weshalb das Fahrzeug bis zum Ende des Einsatzes 1990 als March-Porsche 89 P lief. In der Zeit waren jedoch Chevy-Motoren in Lola- oder Penske-Chassis am erfolgreichsten.
Fabi qualifizierte sich 1989 in Indy als 13., schied aber schon nach 23 Runden mit Motordefekt aus.
1990 kam auch John Andretti zum Zug, der immerhin als Zehnter startete. Beide nun blauen, von Foster’s unterstützen Wagen schafften diesmal über zwei Drittel der Distanz von ca. 800 km, schieden aber durch Unfall und Getriebeschaden aus.
Das Engagement in der CART-Serie wurde Ende 1990 eingestellt und zurückblickend als wenig erfolgreich bewertet. Ähnlich wie in der Formel-1-Weltmeisterschaft Anfang der 1960er Jahre konnte dennoch auf einen Sieg verwiesen werden – den von Teo Fabi am 3. September 1989 auf dem Mid-Ohio Sports Car Course. Jedoch begann Porsche bald wieder ein Monoposto-Projekt mit dem Saugmotor-Footwork-Porsche FA 12 in der Formel 1.
Insgesamt wurden 15 Exemplare der Porsche 2708 und March-Porsche 89 P gefertigt. Ein blauer mit der Nummer 4 steht in Tübingen.

## Technische Daten

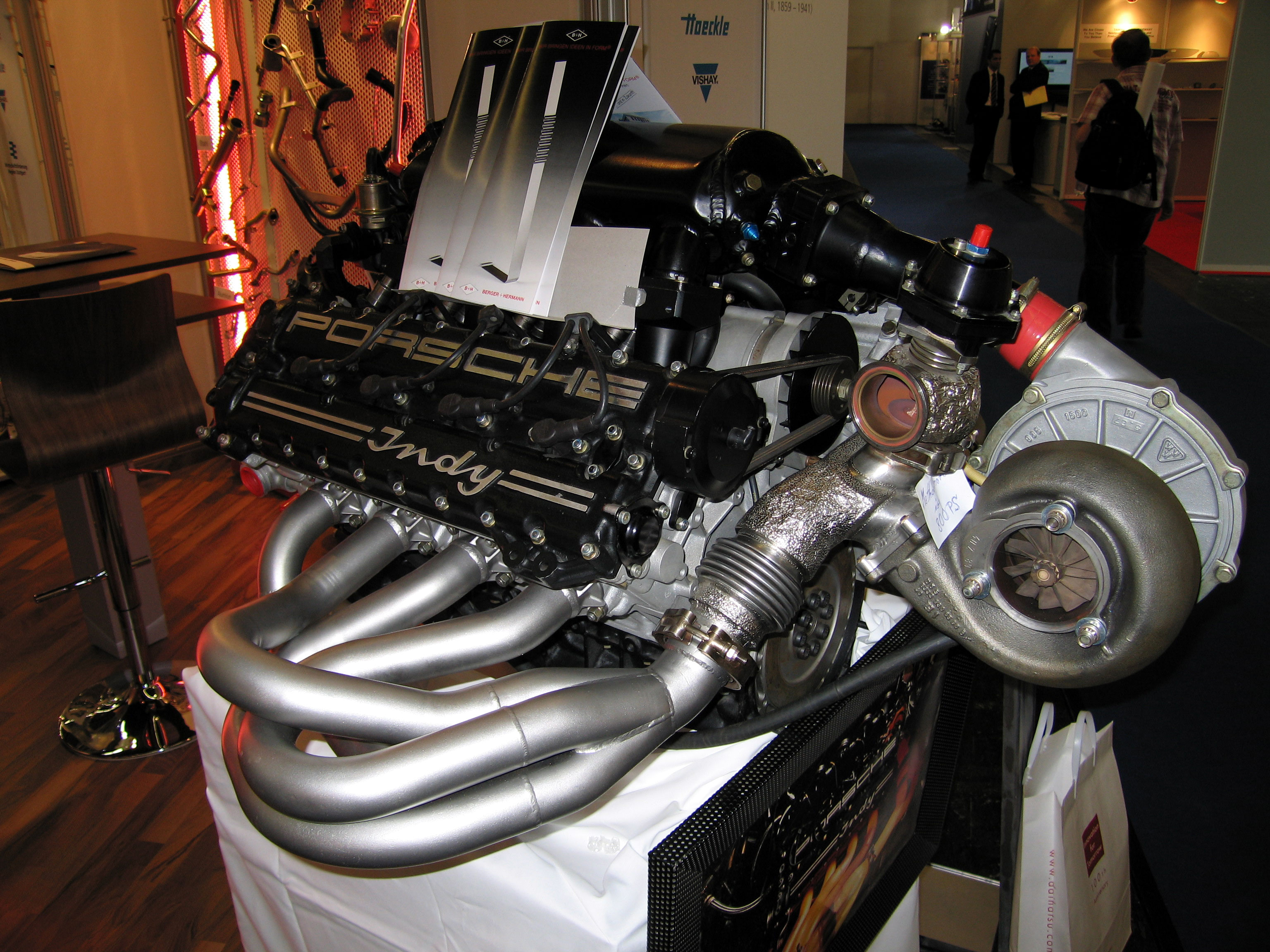
Porsche 2708 V8-Motor

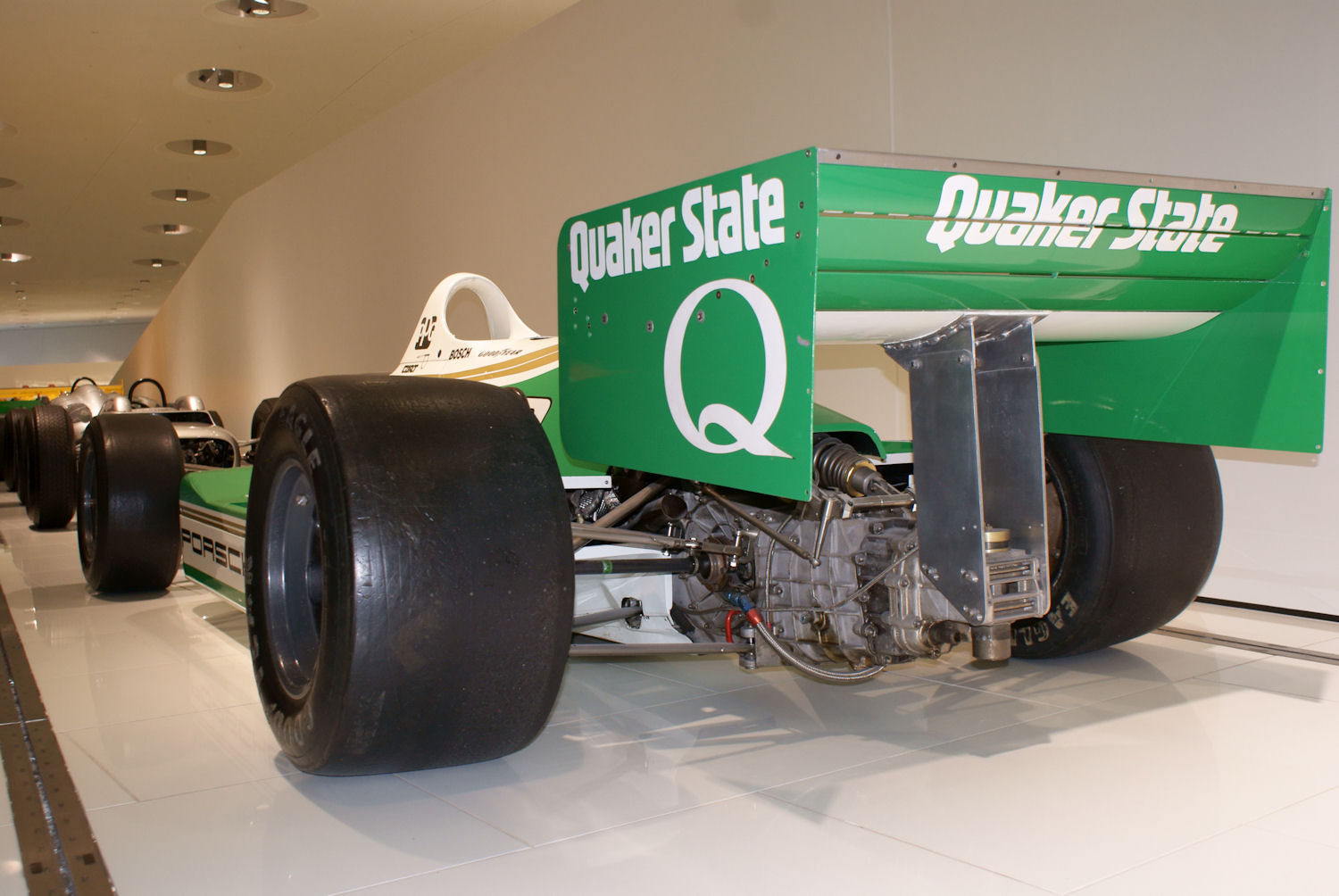
Porsche 2708

| Porsche 2708 CART         | Daten                                                                             |
| ------------------------- | --------------------------------------------------------------------------------- |
| Motor                     | 8-Zylinder in V-Form, Abgasturbolader                                             |
| Hubraum                   | 2649,2 cm³                                                                        |
| Bohrung × Hub             | 88,2 × 54,2 mm                                                                    |
| Leistung bei 1/min        | 551 kW (750 PS) bei 11200 (1989/90)                                               |
| Max. Drehmoment bei 1/min | 465 Nm bei 8500                                                                   |
| Verdichtung               | 12 : 1                                                                            |
| Ventilsteuerung           | Vierventiler, zweimal zwei obenliegende Nockenwellen, angetrieben durch Zahnräder |
| Kühlung                   | Wasserkühlung, Ladeluftkühler                                                     |
| Getriebe                  | 6-Gang-Getriebe                                                                   |
| Bremsen                   | Scheibenbremsen                                                                   |
| Radaufhängung vorn        | Doppelquerlenker                                                                  |
| Radaufhängung hinten      | Doppelquerlenker                                                                  |
| Federung vorn             | innenliegende Feder-Dämpfer-Einheiten                                             |
| Federung hinten           | innenliegende Feder-Dämpfer-Einheiten                                             |
| Karosserie                | Monocoque                                                                         |
| Spurweite vorn/hinten     | 1710 mm/1620 mm                                                                   |
| Radstand                  | 2800 mm bzw. 2850 mm                                                              |
| Reifen                    | 9,5"/25"–15" vorne, 14,5"/27"–15" hinten, Marke Goodyear                          |
| Maße L × B × H            | 4660 × 2010 × 980 mm                                                              |
| Leergewicht               | 703 kg                                                                            |
| Höchstgeschwindigkeit     | 360 km/h                                                                          |